# Cummins (Australia)
Cummins è una città dell'Australia Meridionale (Australia); essa si trova 390 chilometri a nord-ovest di Adelaide ed è la sede della Municipalità di Lower Eyre Peninsula. Al censimento del 2006 contava 705 abitanti.